# ジュラ山脈

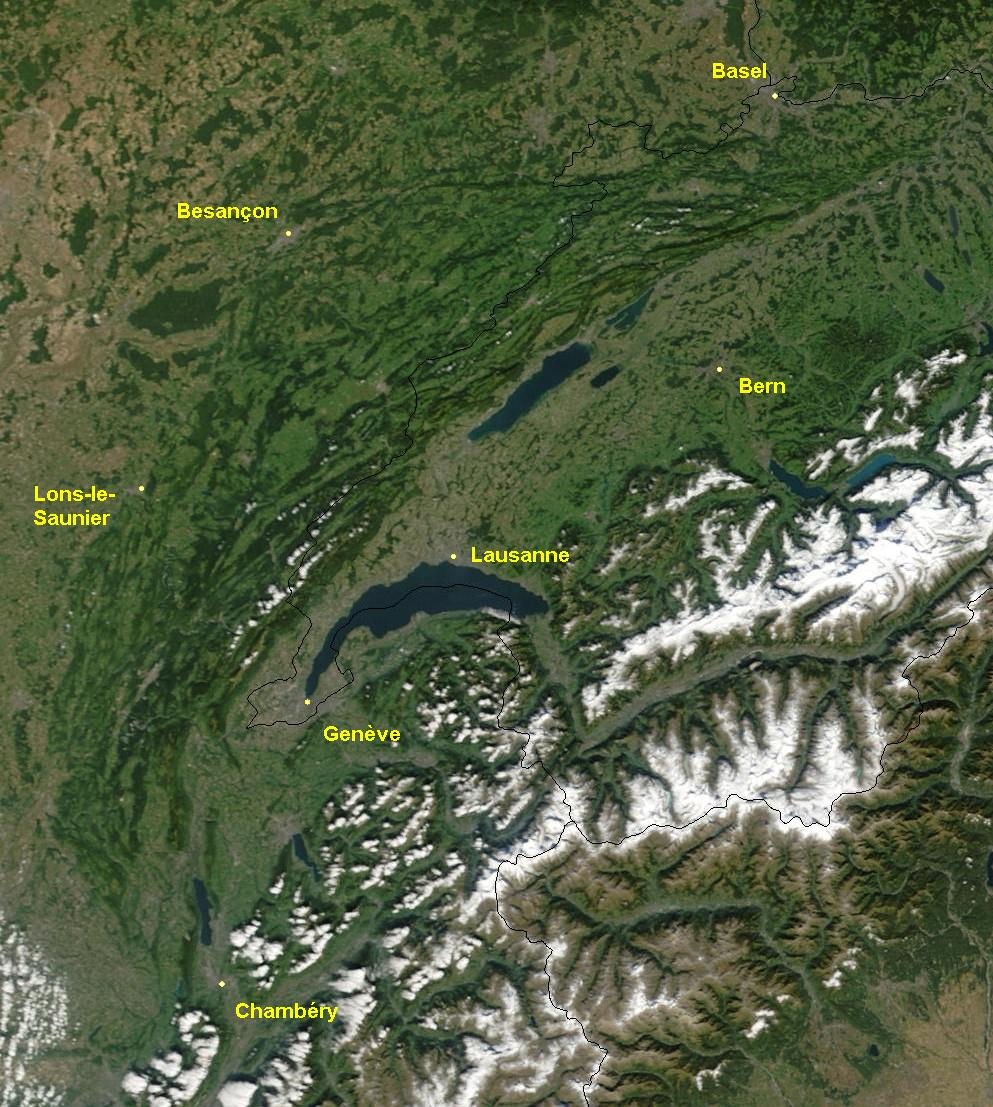
ジュラ山脈（人工衛星の処理画像）

ジュラ山脈（ジュラさんみゃく、フランス語: Massif du Jura、ドイツ語: Juragebirge、英語: Jura Mountains）は、アルプス山脈の西端をなすスイスアルプスより北に位置する山脈。スイスアルプスとの谷合いにスイス高原を形成する。
古来、ジュラ山脈は、フランス地方とスイス、イタリア地方の地理的・文化的な境界の一つとして機能してきており、現在はフランスとスイスの国境をなしている。

## 呼称

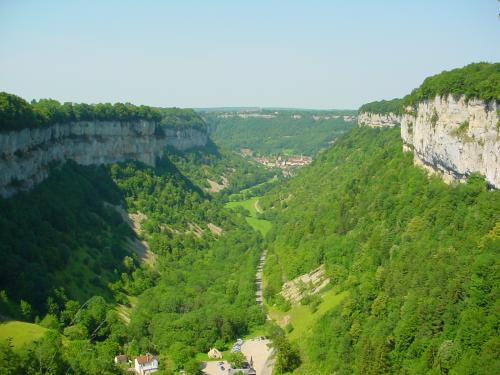
ボーム＝レ＝メッシューの袋谷（reculée de Baume-les-Messieurs）。フランス・ジュラ県ボーム・レ・メシュー村にある袋谷）

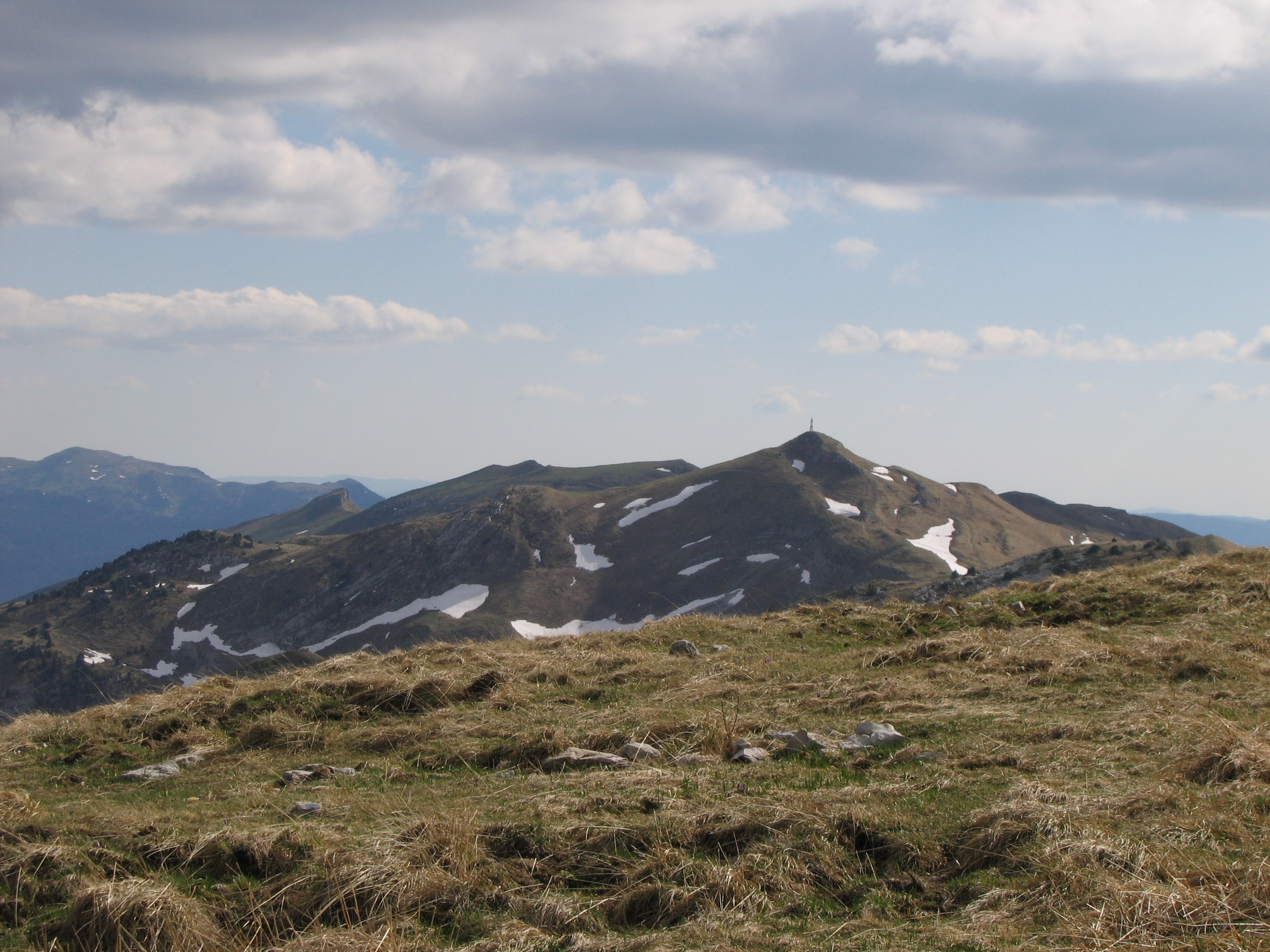
ル・ルキュレの山頂を望む

Jura の名は「森」を意味するガリア語: jor に由来するという。

### ジュラ紀
地質学における地質時代名の一つである「ジュラ紀（英語：Jurassic period
 [Jurassic Geologic period]）」の「ジュラ（Jurassic；ジュラシック）」は、ジュラ山脈の名を語源としており、石灰岩を主とするこの地の堆積層が、この地質時代を代表させるにふさわしい学術的価値を持つことから採用されたものである。なお、この地層はかつて存在したテチス海の浅海に堆積したものであり、アンモナイトなどの化石を数多く産する。

## 特徴
スイス側はスイス高原（Swiss plateau）で、北端はバーゼル＝シュタット準州付近から始まっており、南端はヴォー州付近まで続いている。フランス側はジュラ県で、ソーヌ川流域平野へとつながる。長さ約230 km、幅約60 km。南に向けて高くなる。1000- 1500 mの高さの山が多い。
長い間、ジュラ山脈の最高峰はル・ルキュレ（Le Reculet、海抜1,719 m）と考えられてきたが、2003年、クレ・ド・ラ・ネージュ（Crêt de la Neige、海抜1,718 m）のそばの無名峰が海抜1,720 mであることが判明した。
フランス側の山中のドリュジョン川、ドゥー川、オルブ川上流部の渓谷およびシャペル＝デ＝ボワ、ベルフォンテーヌ地域にある泥炭地と湖沼群はタシギ、ノーザンパイク、ホワイトフィッシュ、ブラウントラウト、シロツメザリガニなどの生息地であり、2003年にラムサール条約登録地となった。また、ビュジェ地域のジュラ山脈にある泥炭地と湖沼群もLiparis loeselii、コアヤメ、シロツメザリガニおよび数種のスズメ目の鳥類の生息地で、タシギ、ナベコウ、シュバシコウなどの渡り鳥も訪れる。2024年にラムサール条約登録地となった。

## 探訪

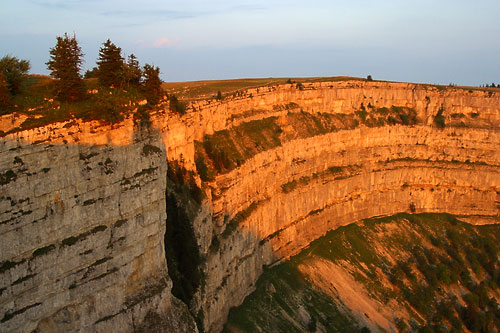
クリュ＝デュ＝ヴァン（フランス語版）（Creux du van）
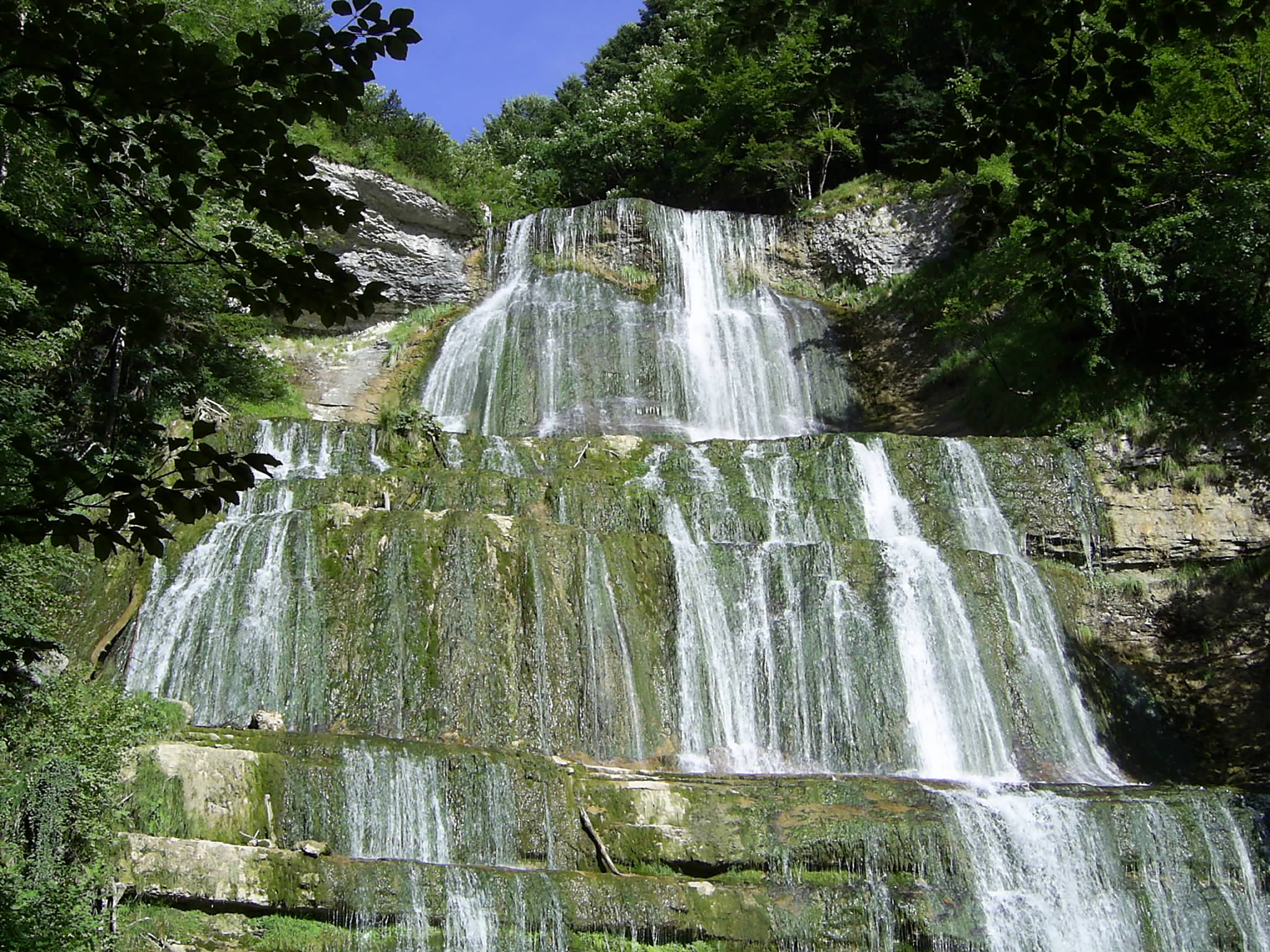
エリソン川（フランス語版）の扇滝（Cascade de l'évantail）
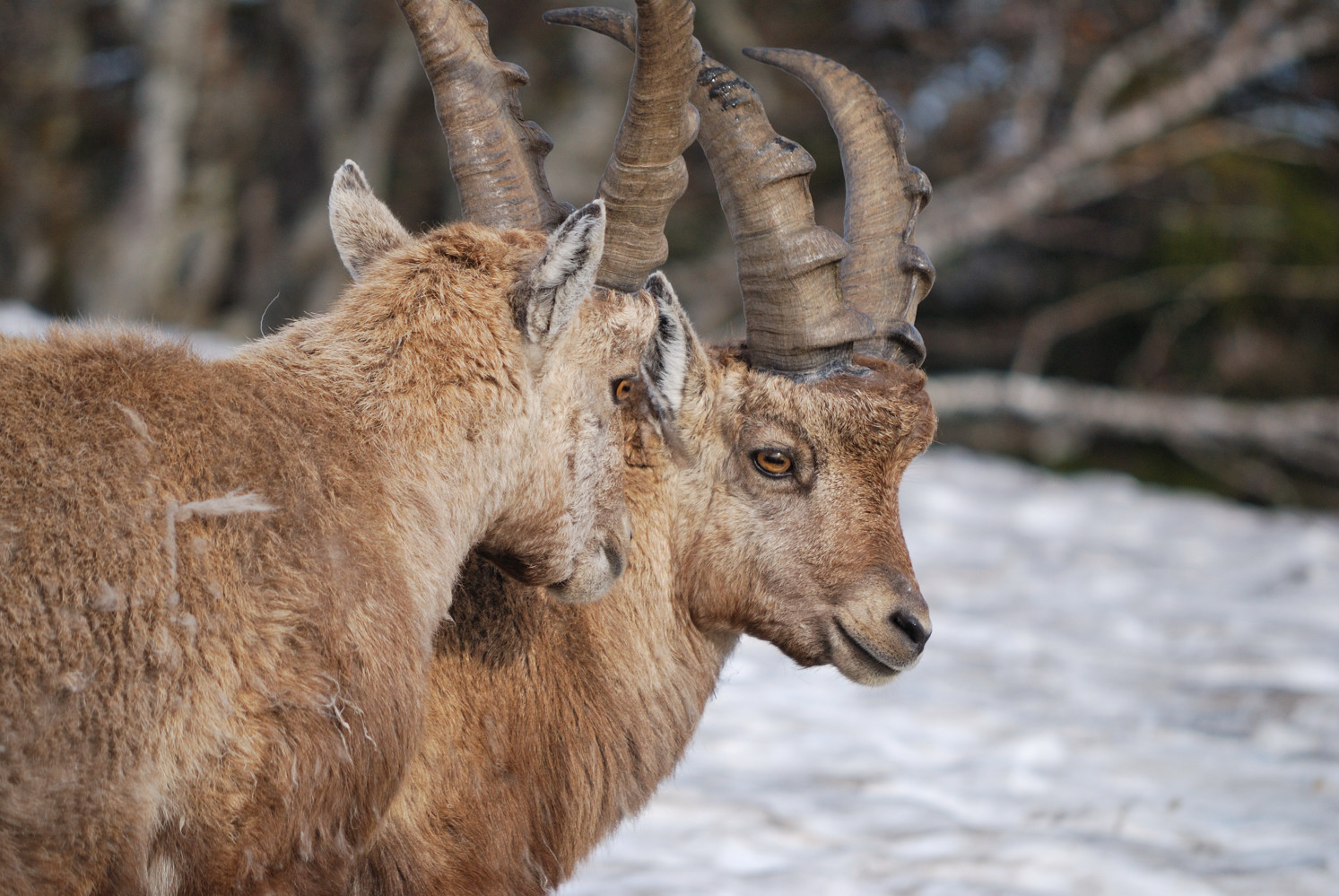
アルプス山脈に棲息するアイベックスは、ジュラ山脈にも分布している。